# Unione Sportiva Borgo a Buggiano 1920 2010-2011
Questa pagina raccoglie le informazioni riguardanti l'Unione Sportiva Borgo a Buggiano 1920 nelle competizioni ufficiali della stagione 2010-2011.

## Risultati

### Serie D

#### Poule scudetto
| 29 maggio 2011 Giornata 2 | Borgo a Buggiano | 1 – 1 | Santarcangelo |  |

| 4 giugno 2011 Giornata 3 | Perugia | 2 – 1 | Borgo a Buggiano |  |